# Ameronothrus bilineatus
Ameronothrus bilineatus is een mijtensoort uit de familie van de Ameronothridae. De wetenschappelijke naam van de soort is voor het eerst geldig gepubliceerd in 1888 door Michael.